# Rivermaya
I Rivermaya sono un gruppo rock delle Filippine attivo dal 1994.

## Formazione

### Formazione attuale
- Mark Escueta - voce, chitarre (dal 2011); batteria, percussioni, tromba, cori (1994-2011)
- Mike Elgar - voce (dal 2011); chitarre (dal 2001); tastiere (2007-2011)
- Norby David - voce, basso (dal 2011)
- Ryan Peralta - batteria, percussioni, tastiere (dal 2011)

### Ex componenti
- Rico Blanco - voce (1994-2007); chitarre, tastiere (1994-2007)
- Bamboo Mañalac - voce (1994-1998)
- Nathan Azarcon - basso, cori (1994-2001)
- Perfecto de Castro - chitarre, cori (1994-1995)
- Kakoy Legaspi - chitarre (2001-2004)
- Jayson Fernandez - voce, chitarre (2007-2011)
- Japs Sergio - basso, voce (2001-2012)

## Discografia

### Album studio
- 1994 - Rivermaya
- 1996 - Trip
- 1997 - Atomic Bomb
- 1999 - It's Not Easy Being Green
- 2000 - Free
- 2001 - Tuloy and Ligaya
- 2003 - Between the Stars and Waves
- 2006 - Isang ugat, isang dugo
- 2008 - Buhay
- 2009 - Closet Thing to Heaven
- 2013 - Panatang makabanda

### Album live
- 2002 - Live and Acoustic

### Raccolte
Lista parziale
- 2005 - Rivermaya: Greatest Hits 2006